# Mago intentus
Mago intentus är en spindelart som beskrevs av Pickard-Cambridge O. 1882. Mago intentus ingår i släktet Mago och familjen hoppspindlar. Inga underarter finns listade i Catalogue of Life.